# هتل لانگام، لندن
هتل لانگام (انگلیسی: Langham Hotel, London) یک هتل در لندن، انگلستان است.
این هتل که در خیابان ریجنت قرار دارد در سال ۱۸۶۵ میلادی تأسیس شده و دارای ۳۸۰ اتاق است. بار مشهور «آرتزیَن» در این هتل واقع شده است.

## نگارخانه

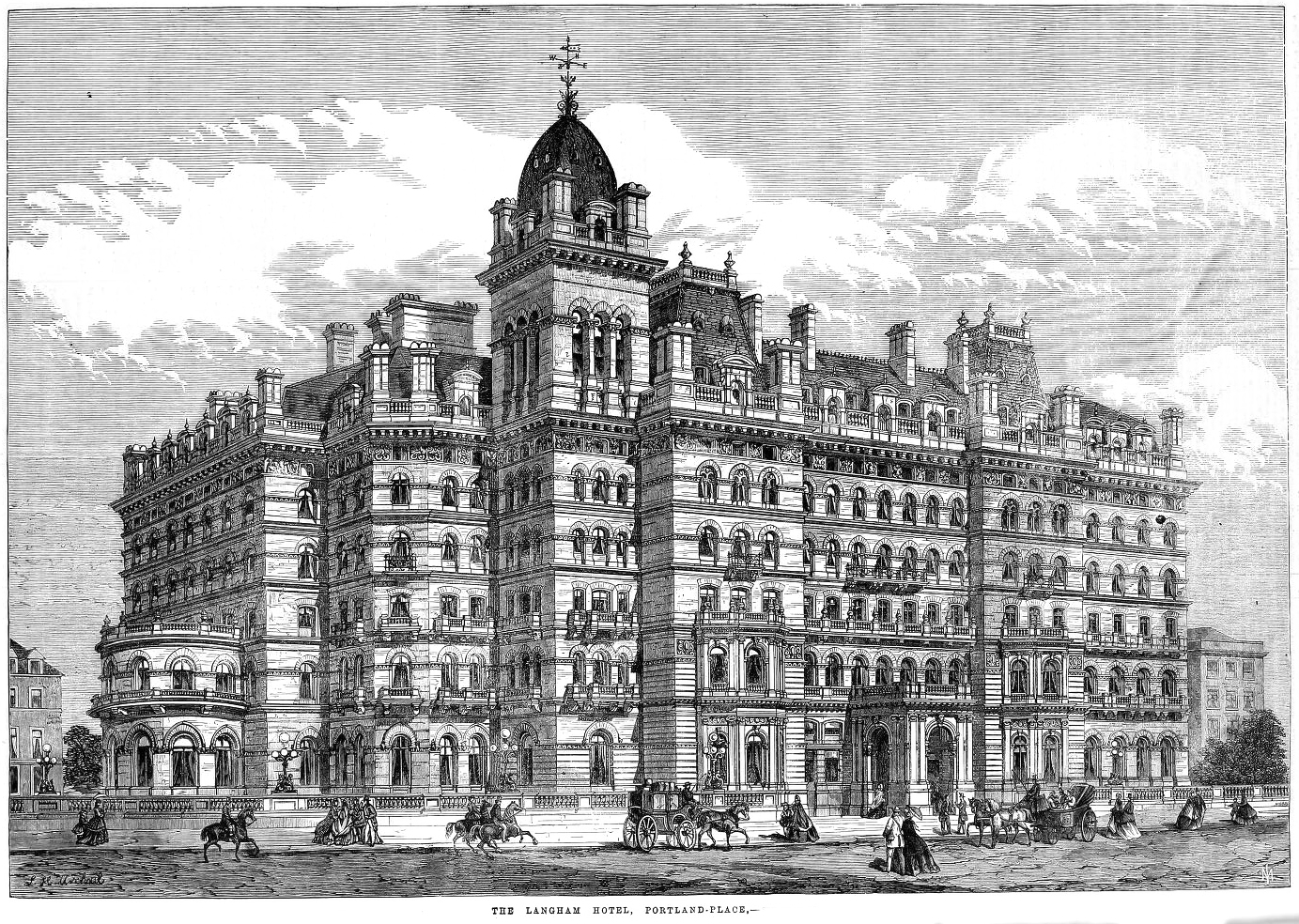
۱۸۶۵
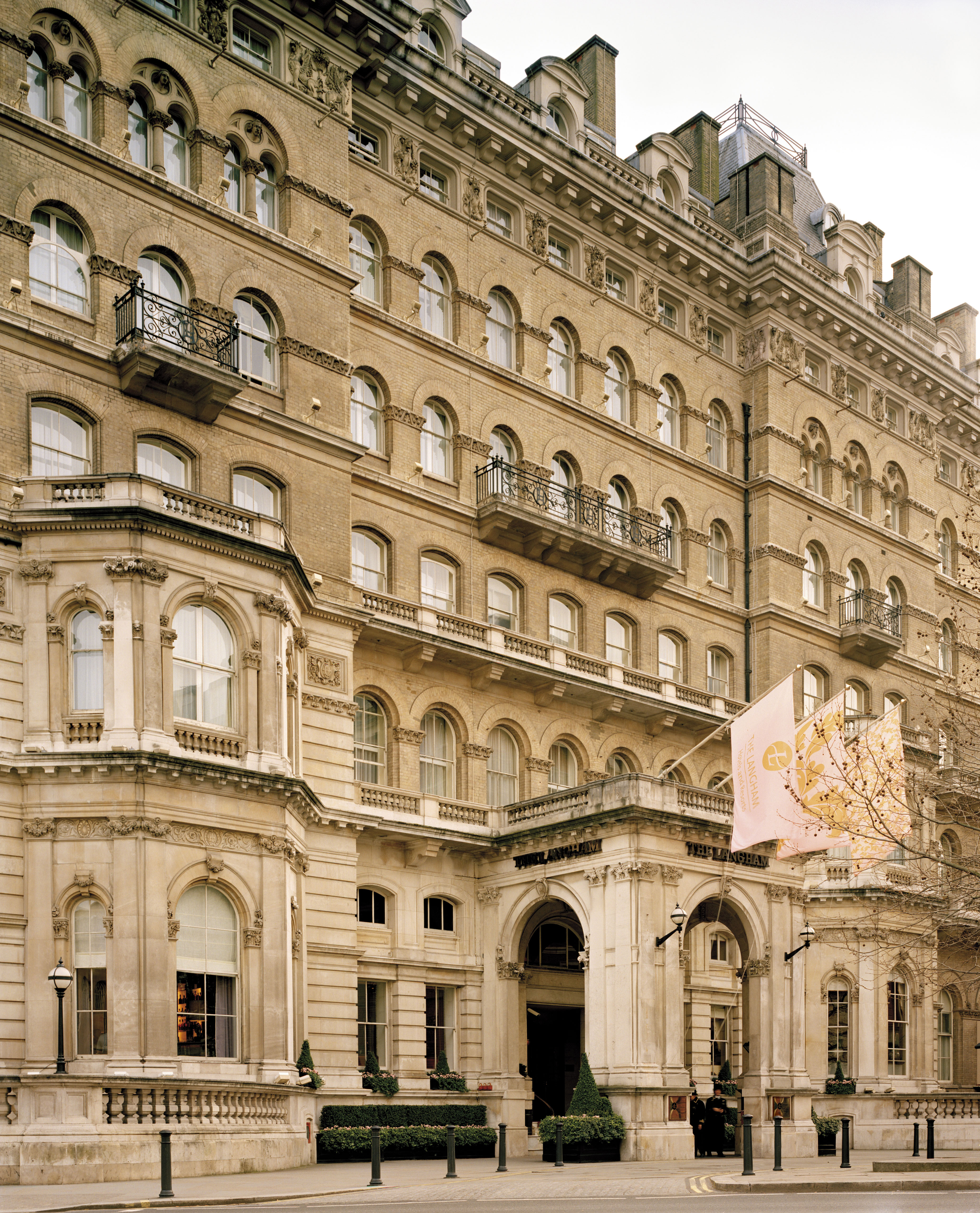
نمای بیرونی هتل
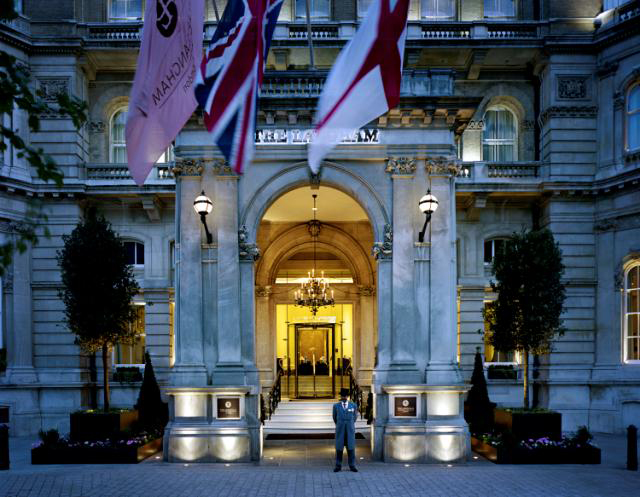
در ورودی هتل